# Recogniciones feodorum in Aquitania
Recogniciones feodorum in Aquitania est un recueil d'actes relatifs à l'administration des rois d'Angleterre en Guyenne au XIIIe siècle.

## Présentation
Le recueil est  transcrit et publié par Charles Bémont à Paris en 1914.